# Racing Club de Montevideo
O Racing Club de Montevideo é um clube de futebol uruguaio com sede na cidade de Montevidéu. A equipe disputa o Primera División Profesional de Uruguay. Suas cores são verde e branco.

## História
A nível nacional disputou a Primeira divisão uruguaia de forma consecutiva desde a Temporada 2009/10 após ser campeão da Segunda Divisão uruguaiana Temporada 2007/08.
Já a nível internacional o clube garantiu sua primeira participação para a Copa Libertadores da América de 2010 após ser vice-campeão da Liga Pré-Libertadores de 2009, torneio classificatório para o torneio continental. 

## Libertadores
Estreou na Copa Libertadores da América de 2010 no dia 28 de janeiro de 2010 enfrentando o Junior da Colômbia na fase preliminar. A série foi vencida pelo Racing com um placar agregado de 4x2, com o que a equipe passou à fase de grupos. Nesta, estreou no dia 24 de fevereiro de 2010, perdeu para o Corinthians por 2x1. Na segunda rodada, no dia 10 de março de 2010, se recuperou e obteve sua primeira vitória nessa competição ao derrotar o Cerro Porteño por 2x1 em Montevidéu. Terminou em segundo lugar no seu grupo com uma campanha de duas vitórias, dois empates e duas derrotas (ambas para o Corinthians). Porém, pelo regulamento, não se classificou à fase seguinte. Em 2019, foi rebaixado depois de 12 anos na primeira divisão e enfrentará a temporada 2020 na Segunda Divisão.

## Títulos
| NACIONAIS | NACIONAIS                        | NACIONAIS | NACIONAIS                                            |
|           | Competição                       | Títulos   | Temporadas                                           |
| --------- | -------------------------------- | --------- | ---------------------------------------------------- |
| Uruguai   | Campeonato Uruguaio - 2ª Divisão | 9         | 1923, 1929, 1930, 1955, 1958, 1974, 1989, 2008, 2022 |